# Нікітін Володимир Володимирович (дипломат)
Володимир Володимирович Нікітін (нар. 25 квітня 1940) — радянський і російський дипломат; надзвичайний і повноважний посол.

## Біографія
Народився 25 квітня 1940 року. Закінчив Московський державний інститут міжнародних відносин. На дипломатичній роботі:
- у 1968—1972 роках — співробітник Посольства СРСР в Бразилії;
- у 1972—1977 роках — співробітник секретаріату першого заступника міністра закордонних справ СРСР;
- У 1977—1981 роках — перший секретар, радник Посольства СРСР в Перу;
- у 1981—1986 роках — радник першого заступника міністра закордонних справ СРСР;
- у 1986—1988 роках — заступник завідувача 2-го латиноамериканського відділу МЗС СРСР;
- у 1989—1990 роках — перший заступник начальника Управління латиноамериканських країн МЗС СРСР;
- з 23 серпня 1990 року по 22 червня 1993 року — Надзвичайний і Повноважний Посол СРСР; з 1991 року — Російської Федерації в Аргентині[1].